# Xi latin
Cette page contient des caractères spéciaux ou non latins. S’ils s’affichent mal (▯, ?, etc.), consultez la page d’aide Unicode.
Le xi ou ksi est une lettre latine utilisée dans l’écriture de l’albanais du XVIIe et XIXe siècles. Elle est dérivée de la lettre grecque xi. 

## Utilisation

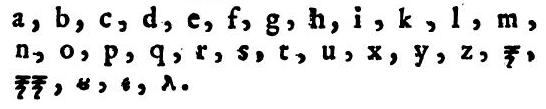
Alphabet albanais utilisé par da Lecce en 1716, avec la lettre xi

L’alphabet albanais latin utilisé aux XVIIe et XVIIIe siècles comme lettre pour représenter une consonne fricative dentale sourde [ð] ou doublée en digramme pour représenter une consonne fricative dentale sourde [θ], notamment par Pjetër Bogdani dans le dicitonnaire latin-albanais de Frang Bardhi publié en 1635, dans Cuneus prophetarum en 1685, Francesco Maria da Lecce dans Osservazioni grammaticali nella lingua albanese en 1716, Gjon Nikollë Kazazi (en) dans Breve compendio della dottrina cristiana en 1743, dans Zefit Guagliata dans Dottrina cristiana breve del Card. Bellarminus en 1856 ou encore dans le lexique italien-albanais de Francesco Rossi publié en 1866.

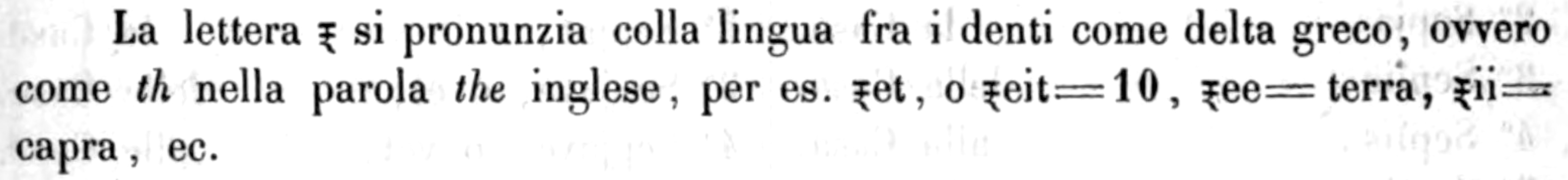
Description de la lettre xi albanaise dans Francesco Rossi, Vocabolario italiano-epirotico, 1866.

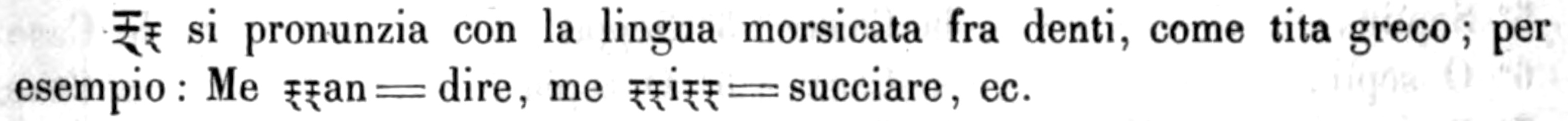
Description de la lettre double xi albanaise dans Francesco Rossi, Vocabolario italiano-epirotico, 1866.

## Usage informatique
Le xi latin ne possède pas de caractères Unicode propres mais peut être représenter approximativement avec les caractères du xi grec Ξ et ξ, du ksi copte Ⲝ et ⲝ, ou encore du ksi cyrillique Ѯ et ѯ.